# Hexatoma flavohirta
Hexatoma flavohirta är en tvåvingeart som beskrevs av Alexander 1937. Hexatoma flavohirta ingår i släktet Hexatoma och familjen småharkrankar. Inga underarter finns listade i Catalogue of Life.